# Município de Perry (condado de Columbiana, Ohio)
O município de Perry (em inglês: Perry Township) é um município localizado no condado de Columbiana no estado estadounidense de Ohio. No ano de 2010 tinha uma população de 16.850 habitantes e uma densidade populacional de 410,75 pessoas por km².

## Geografia
O município de Perry encontra-se localizado nas coordenadas 40° 54′ 01″ N, 80° 51′ 35″ O. Segundo a Departamento do Censo dos Estados Unidos, o município tem uma superfície total de 41.02 km², da qual 40.97 km² correspondem a terra firme e (0.13%) 0.05 km² é água.

## Demografia
Segundo o censo de 2010, tinha 16.850 habitantes residindo no município de Perry. A densidade populacional era de 410,75 hab./km². Dos 16.850 habitantes, o município de Perry estava composto pelo 96.37% brancos, o 0.61% eram afroamericanos, o 0.23% eram amerindios, o 0.38% eram asiáticos, o 0.02% eram insulares do Pacífico, o 1.23% eram de outras raças e o 1.16% pertenciam a duas ou mais raças. Do total da população o 2.04% eram hispanos ou latinos de qualquer raça.